# Виггизм

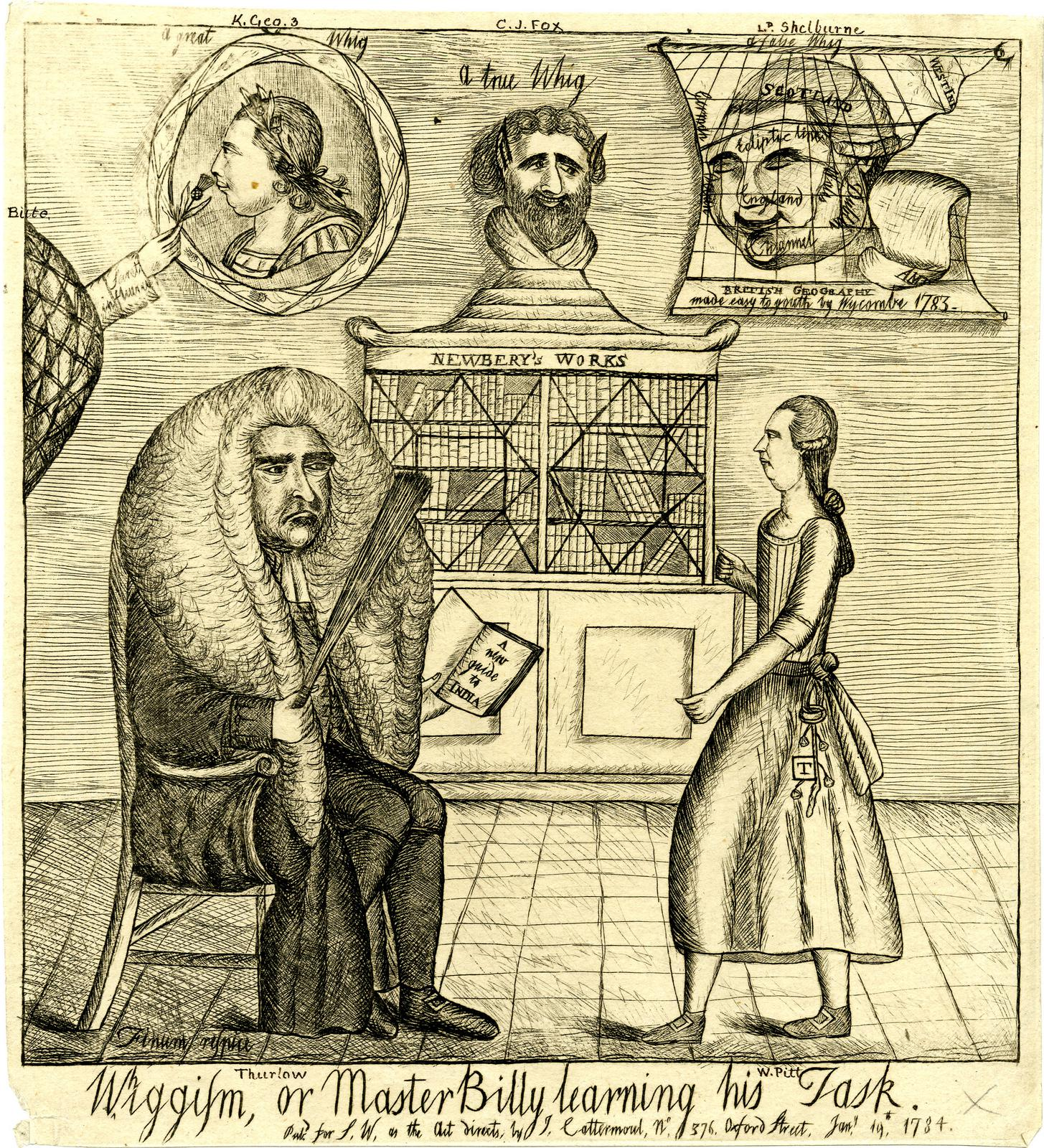
«Виггизм, или Мастер Билли, изучающий свою задачу», карикатура 1784 года.

Виггизм (англ. whiggism) или виггерство (англ. whiggery) — политическая философия в Англии XVII—XVIII веков, которая выросла из парламентской фракции в период Войн Трёх Королевств (1639—1651). Виги отстаивали верховенство парламента в противовес власти короля и выступали против предоставления свободы вероисповедания, гражданских прав или права голоса любому, кто исповедовал религию вне официальной церкви королевства. В конечном итоге виги признали строго ограниченную религиозную терпимость для протестантов-диссентеров, продолжая при этом религиозные преследования и лишение избирательных прав «папистов» (католиков). Они стремились предотвратить восхождение католиков на английский престол, особенно Якова II и его потомков. Идеология связана с ранним консервативным либерализмом.
После заговора Титуса Оутса 1670-х годов и Славной революции 1688—1689 годов виггизм доминировал в английской и британской политике до тех пор, пока виги не раскололись в 1760 году на различные политические фракции. В том же году король Георг III был коронован и позволил тори вернуться в правительство. Тем не менее, некоторые современные историки теперь называют период между 1714 и 1783 годами «эпохой олигархии вигов».
Даже после 1760 года виги по-прежнему включали около половины дворянских семей в Англии, Ирландии, Уэльсе и Шотландии, а также большинство торговцев, протестанты-диссентеров и среднего класса. Противоположную позицию тори занимали другие дворянские семьи, неприсягнувшие и высокие церковные фракции в Церкви Англии, часть католиков и протестантов-диссентеры, большая часть землевладельцев и традиционный офицерский класс британских вооружённых сил. Виги особенно яро выступали против попыток смены режима якобитами, монархистами-легитимистами, которые обещали свободу вероисповедания и гражданские права всем, кто не принадлежит к государственной церкви, деволюцию в Соединённом Королевстве, языковые права для языков меньшинств и многие другие политические реформы, и которые в значительной степени пересекались и оказывали сильное влияние как на ранний торизм, так и на то, что сейчас называется традиционалистским консерватизмом. Находясь у власти, политики-виги часто осуждали всех своих политических оппонентов и критиков, называя их «якобитами» или «обманутыми якобитами».
Термин «старые виги» использовался в Великобритании для тех вигов, которые выступали против Роберта Уолпола в рамках Партии страны. Первоначально виггизм относился к вигам Британских островов, но название «старые виги» было в значительной степени принято американскими патриотами в Тринадцати колониях. До и во время Война за независимость США американский вигизм перешёл от монархизма к республиканизму и федерализму, одновременно позаимствовав многие идеи якобитов и ранних тори. Подобное, но гораздо более сдержанное заимствование также имело место и на Британских островах, среди многих самопровозглашённых вигов, таких как Эдмунд Бёрк, Генри Граттан, Уильям Уилберфорс, Дэниел О’Коннелл и Уильям Питт-младший. Несмотря на то, что они часто находились под влиянием трудов ранних тори и других интеллектуальных критиков партии вигов, таких как Джонатан Свифт и Дэвид Хьюм, эти реформистские виги отказывались использовать слово «тори» как что-либо иное, кроме как ругательное слово по отношению к тем, кто придерживался более традиционной идеологии вигов, что в конечном итоге полностью изменило значение слова. История вигов, которая была в значительной степени разработана Томасом Бабингтоном Маколеем для оправдания политической идеологии и прошлой практики партии, оставалась официальной историей Британской империи до тех пор, пока её не оспорили Джон Лингард, Уильям Коббет, Хилэр Беллок, Г. К. Честертон, Роджер Скрутон, Сондерс Льюис и Джон Лорн Кэмпбелл.

## Происхождение термина
Термин «виггизм» для обозначения политической идеологии возник вскоре после принятия слова «виг» в качестве названия политической фракции через добавление суффикса «-изм». Известно, что термин был распространён уже в 1680-х годах. В 1682 году Эдмунд Хикерингилл опубликовал книгу History of Whiggism. В 1702 году, сатирически писавший под видом тори, Даниэль Дефо утверждал: «Мы никогда не сможем наслаждаться прочным непрерывным Союзом и Спокойствием в этой стране, пока Дух вигизма, фракции и раскола не расплавится, как старые деньги». Название, вероятно, происходит от слова «виггамор» (позже сокращённого до виги) — термин, скорее всего, происходящий от шотландского слова «погонщики кобыл», — которое стало прозвищем для радикальной фракции ковенанторов, выступавших против компромисса с английским королём Карлом I на условиях, зафиксированных в тексте «Ингейджмента» 1647 года.
Слово «Whiggery», происходящее от слова «Whig» и суффикса «-ery», имеет похожее значение и используется с конца 1600-х годов.

## Зарождение
Истоки того, что стало известно как виггизм, лежат в войнах Трёх Королевств и борьбе за власть между парламентом Англии и королём Карлом I, которая в конечном итоге переросла в английскую революцию, но только после примера успешного использования насильственного сопротивления королю, установленного Епископскими войнами, которые велись в 1639—1640 годах между Карлом I как королём Шотландии с одной стороны и парламентом Шотландии и Церковью Шотландии с другой. Однако непосредственные истоки вигов и виггизма были в кризисе 1678—1681 годов, вызванном Биллем об отводе, в котором «партия страны» боролась с «партией двора» в безуспешной попытке не допустить Джеймса, герцога Йоркского, к наследованию его брату Карлу II в качестве короля Англии, Шотландии и Ирландии. Этот кризис был вызван отсутствием у Карла законного наследника, открытием в 1673 году, что Джеймс был католиком, и так называемым «папистским заговором» 1678 года.
Хотя основным принципом виггизма было противодействие «папству», то есть Римско-католической церкви, это всегда было гораздо больше, чем просто религиозное предпочтение в пользу протестантизма, хотя большинство вигов были именно протестантами. Сэр Генри Капель изложил основную мотивацию лозунга «нет папству» в своей речи в Палате общин 27 апреля 1679 года:

От папства произошло понятие постоянной армии и произвольной власти… Раньше испанская корона, а теперь Франция, поддерживали этот корень папства среди нас; но положите папство на землю, и наступит конец произвольному правительству и власти. Это просто химера или понятие без папства.
Оригинальный текст (англ.)From Popery came the notion of a standing army and arbitrary Power… Formerly the Crown of Spain, and now France, supports this root of Popery amongst us; but lay Popery flat, and there's an end of arbitrary Government and power. It is a mere chimera, or notion, without Popery.
— John Kenyon, The Popish Plot
Хотя вигам не удалось предотвратить восшествие герцога Йоркского на престол, в союзе с Вильгельмом Оранским они свергли его в ходе Славной революции 1688 года. Им удалось установить верховенство парламента, которое само по себе было одним из принципов виггизма, во многом как и главным принципом круглоголовых в предыдущем поколении.
Великим достижением вигов стал Билль о правах 1689 года, который закрепил ограничения прав монарха в пользу парламента, установил свободные выборы в Палату общин (хотя они в основном и контролировались местными землевладельцами), свободу слова в парламентских дебатах и предоставил всем подданным английского короля свободу от «жестоких или необычных наказаний».

## Идеология

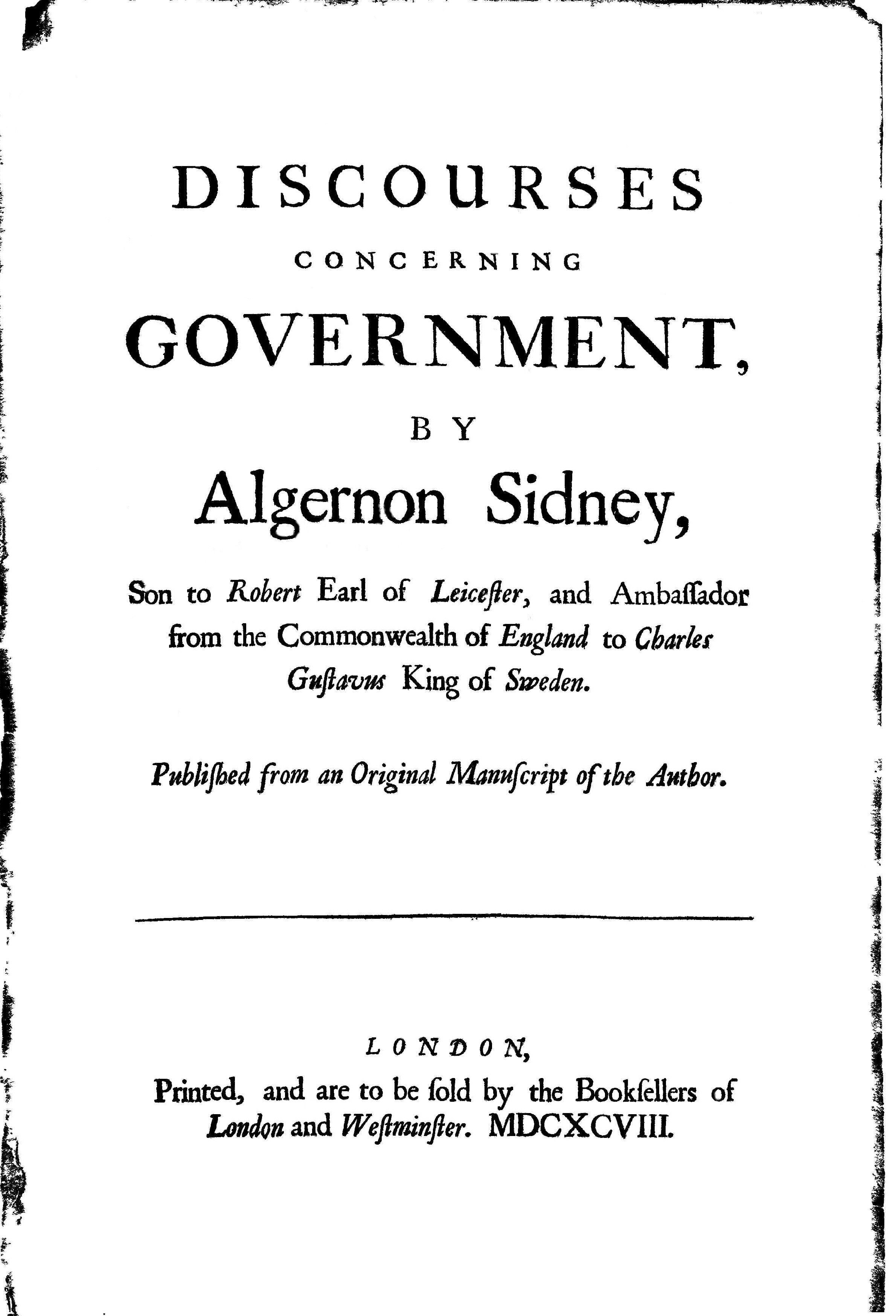
Титульный лист книги Сидни Discourses Concerning Government (1698)

Ли Уорд утверждает, что философские истоки виггизма берут начало в трудах Джеймса Тиррелла Patriarcha Non Monarcha (1681), Джона Локка Two Treatises of Government (1689) и Элджернона Сидни Discourses Concerning Government (1698). Все трое были едины в своем противодействии божественному праву и абсолютной монархии, защищаемых Робертом Филмером и другими тори. Тиррелл придерживался умеренного виггизма, который интерпретировал сбалансированную и смешанную конституцию Англии «как продукт контекстуализированного общественного договора, смешивающего элементы обычаев, истории и предписаний с неотъемлемыми обязательствами естественного права». Сидни, с другой стороны, подчёркивал основные темы республиканизма и основывал идеологию вигов на суверенитете народа, предлагая конституционную перестройку, которая одновременно повысила бы авторитет парламента и демократизировала его формы. Сидни также продвигал классические республиканские представления о добродетели. Уорд утверждает, что либеральный вигизм Локка основывался на радикально индивидуалистической теории естественных прав и ограниченного правительства. Умеренная позиция Тиррелла доминировала в виггизме и британском конституционализме в целом с 1688 по 1770-е годы. Более радикальные идеи Сиднея и Локка, утверждает Уорд, были маргинализированы в Британии, но стали доминирующим течением в американском республиканизме. Вопросы, поднятые американцами, начиная с кризиса Гербового акта 1765 года, разорвали виггизм на части в битве сторонников парламентского суверенитета (Тиррелл) против приверженцев народного суверенитета (Сидней и Локк).

## По всей Великобритании и империи
Виггизм принял разные формы в Англии и Шотландии, хотя с 1707 года обе страны имели один парламент. В то время как английский виггизм выступал за власть парламента, продвигая для этой цели конституционную монархию и наследование престола исключительно протестантами, шотландские виги отдавали приоритет использованию власти в религиозных целях, включая поддержание авторитета Церкви Шотландии, оправдание протестантской Реформации и подражание ковенантерам.
Виги также действовали в североамериканских колониях, и хотя тамошний виггизм имел много общего с британским, у него тоже были свои приоритеты. В ходе Американской революции американский виггизм трансформировался в республиканизм.
В Индии Прашад (1966) утверждал, что глубокое влияние идей Эдмунда Бёрка ввело виггизм в русло индийской политической мысли. Индийцы переняли основные положения виггизма, особенно естественное лидерство элиты, политическую недееспособность масс, великое партнёрство гражданского общества и наилучшие методы достижения социального прогресса, анализируя природу общества и нации и описывая характер идеального государства.

### Комментарии
1. ↑  Карикатура 1784 года «Виггизм, или Мастер Билли, изучающий свою задачу». Лорд Терлоу[англ.] выступает в роли учителя Уильяма Питта-младшего. На стене классной комнаты висят изображения короля Георга III, названного «Великим вигом» и предположительно находившегося под влиянием лорда Бьюта; Чарльза Джеймса Фокса, названного «Истинным вигом»; и лорда Шелберна, названного «Ложным вигом».